# Liste der Kulturgüter in Vionnaz
Die Liste der Kulturgüter in Vionnaz enthält alle Objekte in der Gemeinde Vionnaz im Kanton Wallis, die gemäss der Haager Konvention zum Schutz von Kulturgut bei bewaffneten Konflikten, dem Bundesgesetz vom 20. Juni 2014 über den Schutz der Kulturgüter bei bewaffneten Konflikten sowie der Verordnung vom 29. Oktober 2014 über den Schutz der Kulturgüter bei bewaffneten Konflikten unter Schutz stehen.
Objekte der Kategorie A sind im Gemeindegebiet nicht ausgewiesen, Objekte der Kategorie B sind vollständig in der Liste enthalten, Objekte der Kategorie C fehlen zurzeit (Stand: 1. Januar 2023).

## Kulturgüter
| Foto |                                                                               | Objekt                                                                                   | Kat. | Typ | Standort                             | Beschreibung |
| ---- | ----------------------------------------------------------------------------- | ---------------------------------------------------------------------------------------- | ---- | --- | ------------------------------------ | ------------ |
| ja   | Datei hochladen · Wikidata zu Alter Kirchturm (Q29929302)                     | Alter Kirchturm / Ancien clocher KGS-Nr.: 07179                                          | B    | G   | Route de Torgon 19.1 558439 / 128786 |              |
| BW   | Datei hochladen · Wikidata zu Bollwerk mit Inschriften und Wappen (Q29929315) | Bollwerk mit Inschriften und Wappen / Digue avec inscription et armoiries KGS-Nr.: 07180 | B    | G   | Route de Torgon 558319 / 128565      |              |
| BW   | Datei hochladen · Wikidata zu Befestigtes Haus Barberini (Q29929343)          | Befestigtes Haus Barberini / Maison forte Barberini KGS-Nr.: 07181                       | B    | G   | Rue du Château 16 558500 / 128839    |              |
| BW   | Datei hochladen                                                               | Kapelle Recon / Chapelle de Recon KGS-Nr.: 17439                                         | B    | G   | Recon 3 553614 / 128392              |              |